# تایشوو (شهرستان مچتلینسکی، باشقیرستان)
تایشوو (انگلیسی: Taishevo, Mechetlinsky District, Republic of Bashkortostan) یک شهرک در شهرستان مچتلینسکی استان باشقیرستان کشور روسیه است.